# فريدريك ويبر (ضابط)
فريدريك ويبر (بالألمانية: Friedrich Weber)‏ هو ضابط ألماني، ولد في 31 مارس 1892 في شاتو سالينز في فرنسا، وتوفي في 2 سبتمبر 1974 في دغندورف في ألمانيا.